# Sigismund von Neukomm
Sigismund Neukomm vagy Sigismund von Neukomm (Salzburg, 1778. július 10. – Párizs, 1858. április 3.) osztrák zongora- és orgonaművész, zeneszerző.

## Munkássága
Neukomm zenei tanulmányait Weissauer orgonistánál kezdte, majd zeneelméletet Michael Haydnnál tanult, miközben a Salzburgi Egyetemen filozófiát és matematikát hallgatott. 1792-ben az egyetemi templomban tiszteletbeli orgonista lett, majd 1796-ban a salzburgi udvari színház kórusmesterévé nevezték ki. 1806-tól 1808-ig a szentpétervári német színház karmestere volt, majd Párizsban volt Talleyrand herceg kamarazongoristája. Az 1816-tól öt évig volt I. Péter brazil császár udvari karnagya Rio de Janeiróban, ahol Joseph Haydn és Wolfgang Amadeus Mozart műveit népszerűsítette. Hazatérése után Haydn baráti köréhez tartozott, és beutazta egész Európát, számos sikert aratva saját műveivel is.
Neukomm – a zenei műfajok széles skáláján – több mint 500 művet alkotott. Az egyházi művek között 15 misét, hetven zsoltárt, Te Deumokat, kantátákat, oratóriumokat írt. Dalszerzőként mintegy kétszáz dalt, duettet komponált, a hangszeres művei között zenekari nyitányokat, fantáziákat, kamarazenei, zongora- és orgonaműveket, táncokat, indulókat stb. találunk, de tíz operája is van.
Odaadással foglalkozott Haydn munkáinak rendezésével, például Az évszakok és A Teremtés című oratóriumokkal. 1814-ben, Haydn kedves Horatius-idézetével és egy ötszólamú rejtvény-kánonnal díszített sírkövet állított egykori mestere sírjára.

## Fordítás
- Ez a szócikk részben vagy egészben  a   Sigismund von Neukomm című angol Wikipédia-szócikk ezen változatának fordításán alapul.  Az eredeti cikk szerkesztőit annak laptörténete sorolja fel. Ez a jelzés csupán a megfogalmazás eredetét és a szerzői jogokat jelzi, nem szolgál a cikkben szereplő információk forrásmegjelöléseként.